# Коновалов Костянтин Георгійович
Костянтин Георгійович Коновалов (нар. 18 липня 1974, Берислав) — сценарист.

## Біографічні відомості
Навчався у Київському університеті культури і мистецтв за спеціальністю культурологія,. Серед робіт — сценарій фільму «Крути 1918».
«Фортеця Хаджибей», вийшов на широкий екран у 2020 році. Фільм знято за підтримки Держкіно України Одеською кіностудією, Georgian International Film (Грузія), AISI film (Туреччина), Національною кіностудією ім. О.Довженка (Україна), Тернопільською кінокомісією (Україна), кінокомпанією «ІнсайтМедіа» (Україна).

## Фільмографія
| Рік  | Фільм                                 | Примітки                               | Нагороди          | Роль    | Роль               | Роль                |
| ---- | ------------------------------------- | -------------------------------------- | ----------------- | ------- | ------------------ | ------------------- |
| 2021 | Режисер                               | Режисерська розробка. Проект зупинено. |                   |         | сценарист          |                     |
| 2020 | Фортеця Хаджибей                      | художній фільм                         |                   |         |                    |                     |
| 2018 | Крути 1918                            | художній фільм                         | Золота Дзига 2020 |         | сценарист          |                     |
| 2014 | Експедиція                            | документальний фільм                   |                   | режисер | співавтор сценарію |                     |
| 2014 | Олександр Довженко. Одеський світанок | короткометражний фільм                 |                   |         | сценарист          | креативний продюсер |
| 2011 | Аня, «Волга», рок-н-рол               | мелодрама                              |                   | режисер | сценарист          |                     |
| 2011 | Кохаю і крапка                        | комедія                                |                   |         | співавтор сценарію |                     |
| 2011 | ТойХтоПройшовКрізьВогонь              | художній фільм                         |                   |         | співавтор сценарію |                     |
| 2009 | Полювання на Вервольфа, серіал        | художній фільм                         |                   |         | співавтор сценарію |                     |

## Книги
- Тур-Коновалов К. Художник: роман / Тур-Коновалов Костянтин, Замрій Денис, Лісовикова Олена [пер. з рос. І. Бондаря-Терещенка ; худож. Яна Крутій]. — Харків: Книжковий Клуб «Клуб Сімейного Дозвілля», 2013. — 368 с
- Костянтин Тур-Коновалов, Денис Замрій Режисер. Олександр Довженко Книжковий Клуб «Клуб Сімейного Дозвілля» 2014 р. 336 ст.
- Тур-Коновалов, Костянтин. Крути 1918 : кінороман / Костянтин Тур-Коновалов. — Харків: Клуб сімейн. дозвілля, 2018. — 220 с.